# Supercoupe de l'UEFA 2024
 (octobre 2023).
La Supercoupe de l'UEFA 2024 est la 49e édition de la Supercoupe de l'UEFA. Le match opposera le club vainqueur de la Ligue des champions de l'UEFA 2023-2024 au vainqueur de la Ligue Europa 2023-2024.
La rencontre se déroule au Stade national à Varsovie, le 14 août 2024.
Les règles du match différent de celles d'une finale de Coupe d'Europe : la durée de la rencontre est de 90 minutes. Si les deux équipes sont à égalité, aucune prolongation n'est jouée et une séance de tirs au but départage les équipes. Cinq remplacements sont autorisés pour chaque équipe.

## Désignation de la ville organisatrice
Le 26 septembre 2023, le comité exécutif de l'UEFA choisit le Stade national de Varsovie en Pologne pour accueillir la Supercoupe de l'UEFA 2024.

## Match
| 14 août 2024 | Real Madrid                                                | 2 - 0   | Atalanta Bergame | Stade national de Varsovie, Varsovie                 |                                                      |
| 21h00 CEST   | ( Vinícius Júnior) Valverde 59e · ( Bellingham) Mbappé 68e | (0 - 0) |                  | Spectateurs : 56 042 Arbitrage : Sandro Schärer (en) | Spectateurs : 56 042 Arbitrage : Sandro Schärer (en) |
| 21h00 CEST   | Rapport                                                    |         |                  | Spectateurs : 56 042 Arbitrage : Sandro Schärer (en) | Spectateurs : 56 042 Arbitrage : Sandro Schärer (en) |

| Real Madrid | Atalanta Bergame |

| Gardien de but  | 01 | Thibaut Courtois    |     |     |
|                 | 02 | Dani Carvajal       |     | 88e |
|                 | 03 | Éder Militão        |     |     |
|                 | 22 | Antonio Rüdiger     |     |     |
|                 | 23 | Ferland Mendy       |     |     |
|                 | 08 | Federico Valverde   |     |     |
|                 | 14 | Aurélien Tchouaméni |     |     |
|                 | 11 | Rodrygo             |     | 76e |
|                 | 05 | Jude Bellingham     | 35e | 88e |
|                 | 07 | Vinícius Júnior     | 42e | 88e |
|                 | 09 | Kylian Mbappé       |     | 83e |
| Remplaçants :   |    |                     |     |     |
| Gardien de but  | 13 | Andriy Lunin        |     |     |
| Gardien de but  | 26 | Fran González       |     |     |
|                 | 18 | Jesús Vallejo       |     |     |
|                 | 20 | Fran García         |     |     |
|                 | 31 | Jacobo Ramón        |     |     |
|                 | 06 | Eduardo Camavinga   |     |     |
|                 | 10 | Luka Modrić         |     | 76e |
|                 | 15 | Arda Güler          |     | 88e |
|                 | 17 | Lucas Vázquez       |     | 88e |
|                 | 19 | Dani Ceballos       |     | 88e |
|                 | 21 | Brahim Díaz         |     | 83e |
|                 | 16 | Endrick             |     |     |
| Entraîneur :    |    |                     |     |     |
| Carlo Ancelotti |    |                     |     |     |

| Gardien de but       | 01 | Juan Musso           |     |     |
|                      | 19 | Berat Djimsiti       | 64e |     |
|                      | 04 | Isak Hien            |     | 90e |
|                      | 23 | Sead Kolašinac       |     | 71e |
|                      | 77 | Davide Zappacosta    |     | 62e |
|                      | 15 | Marten de Roon       |     |     |
|                      | 13 | Éderson              | 9e  |     |
|                      | 22 | Matteo Ruggeri       |     |     |
|                      | 08 | Mario Pašalić        |     | 90e |
|                      | 17 | Charles De Ketelaere |     | 62e |
|                      | 11 | Ademola Lookman      |     |     |
| Remplaçants :        |    |                      |     |     |
| Gardien de but       | 29 | Marco Carnesecchi    |     |     |
| Gardien de but       | 31 | Francesco Rossi (en) |     |     |
|                      | 05 | Ben Godfrey          |     | 62e |
|                      | 20 | Mitchel Bakker       |     | 71e |
|                      | 27 | Marco Palestra       |     | 90e |
|                      | 40 | Pietro Comi          |     |     |
|                      | 41 | Pietro Tornaghi      |     |     |
|                      | 06 | Ibrahim Sulemana     |     |     |
|                      | 25 | Federico Cassa       |     |     |
|                      | 44 | Alberto Manzoni      |     | 90e |
|                      | 32 | Mateo Retegui        |     | 62e |
|                      | 45 | Dominic Vavassori    |     |     |
| Entraîneur :         |    |                      |     |     |
| Gian Piero Gasperini |    |                      |     |     |

| Assistants : Stéphane De Almeida Jonas Erni Quatrième arbitre : Mykola Balakin Arbitre vidéo : Bastian Dankert Assistants arbitre vidéo : Fedayi San Christian Dingert (en) Homme du Match : Jude Bellingham |